# هولوکاست هسته‌ای

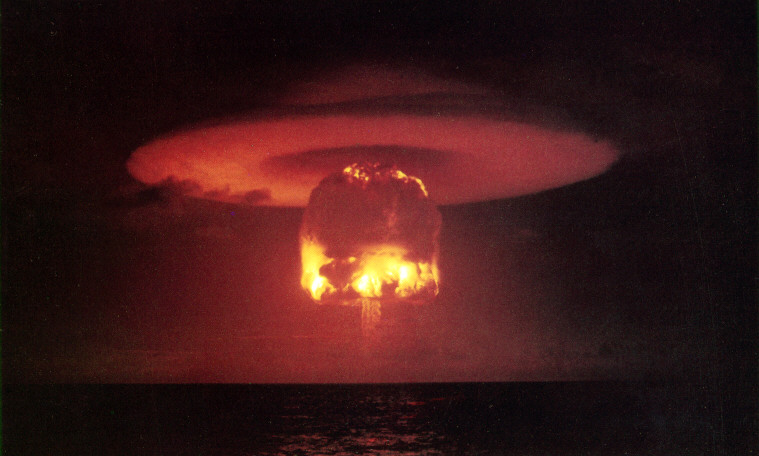
ابر قارچی آزمایش هسته‌ای کاستل رومئو

هولوکاست هسته‌ای (انگلیسی: Nuclear holocaust) یا آخر الزمان هسته‌ای، یک سناریوی تئوری است که شامل تخریب گسترده و باران رادیو اکتیو است، که در آن به‌کارگیری تسلیحات هسته‌ای، موجب فروپاشی تمدن بشری می‌شود. تحت لوای این سناریو، بعضی از نقاط زمین به‌واسطه وقوع جنگ هسته‌ای در جنگ جهانی آینده، غیرقابل سکونت خواهند شد.